# Hajime Sakaki
Hajime Sakaki (jap. 榊俶 Sakaki Hajime; ur. 28 sierpnia 1856, zm. 6 lutego 1897 w Tokio) – japoński lekarz psychiatra, profesor psychiatrii na Cesarskim Uniwersytecie Tokio, pierwszy wykładowca psychiatrii w Japonii.

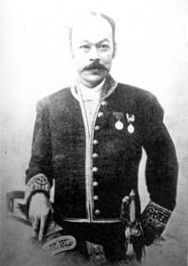
Hajime Sakaki（1857～1897）

W latach 1882–1886 studiował w Niemczech, potem został profesorem chorób nerwowych i dyrektorem zakładu dla psychicznie chorych w Sugamo, Tokio. Jego asystentem był Shūzō Kure. Przetłumaczył wiele książek medycznych na japoński.
Brat Yasuzaburō Sakaki (1870–1929) był profesorem psychiatrii na Uniwersytecie Kiusiu.